# 五所平之助
五所 平之助（ごしょ へいのすけ、1902年1月24日または2月1日 - 1981年5月1日）は、日本の映画監督、脚本家、俳人。日本最初の国産トーキー映画『マダムと女房』の監督として有名である。本名は五所 平右衛門（ごしょ へいえもん）。俳号は五所亭。

## 来歴・人物
東京市神田区鍋町（現・千代田区内神田3丁目）に、「豊前屋」という大店の乾物問屋を営む父・平助の妾腹の子として生まれる。生みの母は新富町で芸者をしていた。5歳の時に長男が亡くなり、母のもとを離れて後継ぎにされた。1916年に慶應義塾商工学校に入学する。学生時代には俳句に没頭していた。
1921年、歩兵第1連隊に志願入隊し、見習士官で予備となる。1923年、慶應義塾商工学校卒業後、城戸四郎との出会いがきっかけで、父の友人の息子である島津保次郎の口添えもあって、松竹蒲田撮影所へ入社する。
島津の助監督を経て、1925年、原作、脚本も手がけた『南島の春』で監督デビューした。このころ、少尉として軍に再入隊するも予備役となる。松竹に戻ってからは引き続き、『彼女』『恥しい夢』『村の花嫁』など、小市民の生活をユーモアに描いた叙情性豊かな作品を次々と発表。こうした作風は、日本初のオールトーキー映画となった『マダムと女房』において頂点に達した。また、山本有三原作の『生きとし生けるもの』においては社会派的側面を強く打ち出している。ほか川端康成の代表作の映画化第1作である『恋の花咲く 伊豆の踊子』や『人生のお荷物』などを発表。また、『村の花嫁』以降田中絹代をたびたび主演に起用しており、20本の監督作品で田中が主演している。
1936年に肺結核に侵されて数ヶ月間休養するが、『新道』で復帰。『木石』発表後、城戸四郎と揉めて松竹を退社。1942年に大映に移籍。同年に撮った『新雪』は興行的にも大ヒットした。
1945年3月下旬、応召命令が下される。それまでも演習に何度か応召されていたが、赤紙が出たのはこれが初めてであった。歩兵第49連隊に向かうが、その翌日体格検査で病弱のため1年間延期とされ即日帰郷、そのまま終戦を迎えた。

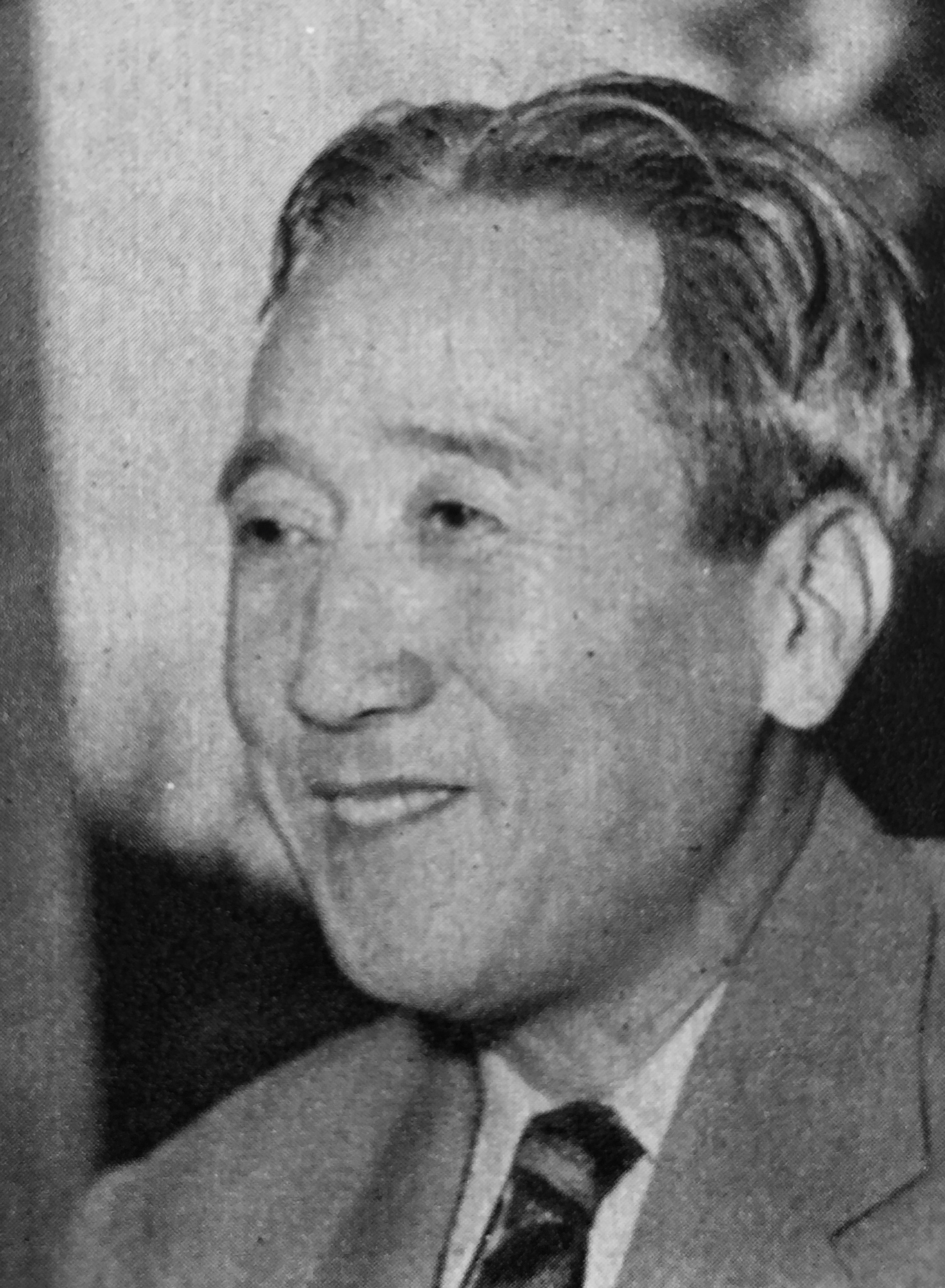
1954年

戦後、再び松竹へ復帰するが『伊豆の娘たち』の1作限りで東宝に入社。恋愛ものの『今ひとたびの』などを発表するが、折から東宝争議が発生。五所は組合側につき、今井正、伊藤武郎、亀井文夫らと砧撮影所に立てこもった。
しかし、1950年（昭和25年）に連合国軍最高司令官総司令部指令によるレッドパージの波が映画界にも及ぶと、五所も追放対象者としてリストアップされた。同年には争議も終結し、五所は東宝を去ることになった。
翌1951年、平尾郁次らとともに独立プロ・スタジオ8を結成し、新東宝と提携した。1953年、スタジオ8製作で椎名麟三の『無邪気な人々』を映画化した『煙突の見える場所』を発表。ベルリン国際映画祭国際平和賞を受賞した。これを機に椎名とのコンビで日活で『愛と死の谷間』、新東宝で『鶏はふたたび鳴く』を撮っている。ほかにも『大阪の宿』や、大ヒットした『挽歌』などを発表。一貫して市井の人々を描き、庶民派監督として知られた。
1957年、歌舞伎座製作による『黄色いからす』がゴールデングローブ賞外国語映画賞を受賞。1960年代はフレンドプロの製作による『恐山の女』や東芝日曜劇場で放送されている池内淳子主演の『女と味噌汁』シリーズを映画化した『女と味噌汁』などを発表した。
1964年からは1963年に逝去した小津安二郎に代って日本映画監督協会理事長を16年間にわたって務めた。
1968年には竹田人形座の協力によって作られた本格的な人形映画『明治はるあき』を監督している。この映画で使用された、五所をかたどった人形をはじめ、遺品の一部は東京国立近代美術館フィルムセンターに寄贈されている。
1966年、紫綬褒章を、1972年に勲四等旭日小綬章を受章。
1981年5月1日、死去。享年79。墓所は港区澄泉寺。松尾芭蕉の『奥の細道』の映画化が晩年の夢であったという。回想記に『わが青春』（永田書房）がある。

## 俳人として
俳人としても知られており、「春燈」同人として五所亭という俳号で活躍した。俳人協会の監事も務め、句集に『わが旅路』『生きる 五所平之助百句集』（各永田書房）がある。
大正8年に作句をはじめ、慶應義塾商工学校在学中の大正10年には三田俳句会で原月舟、原石鼎の知遇を得て前田普羅主宰『加比丹』の同人となった。大正12年以降作句を中断するが、昭和9年にいとう句会が発足するとこれに依り、久保田万太郎の指導を受けながら作句に励んだ。代表句に「生きることは一筋がよし寒椿」「目覚むれば夜まだありぬ螢籠」など。

## エピソード
助監督時代にコマ鼠のようにまめに動きまわるため、「チョコ平」と渾名されていた。また1924年に新年のご挨拶回りに同行した際、当時のスター女優である東栄子の彼氏であった撮影技師の小田浜太郎から秘かに東の護衛を頼まれていたという。
1931年（昭和6年）4月、初の全編トーキー映画『マダムと女房』の製作を松竹蒲田撮影所で始めたが、テスト段階で撮影所内の雑多な騒音が入り込んでしまうことが判明。凝り性の五所は閉口してしまい、一ヶ月を費やして防音装置を施したスタジオに改装させた。
第二次世界大戦直後に東宝争議が起きていたとき、東宝に所属していた五所は松竹大船撮影所の撮影所長である月森仙之助に「東宝が今、ああいうことになっているから、何かあったら一本」と言っていたと大庭秀雄が語っている。
1977年に田中絹代が亡くなり、映画放送人葬が営まれた際には映画監督協会理事長として弔辞を読み上げている。

## 監督作（抜粋）
- 南島の春（1925年）
- 彼女（1926年）
- 寂しき乱暴者（1927年）
- 恥しい夢（1927年）
- からくり娘（1927年）
- 村の花嫁（1928年）
- 新女性鑑（1929年）
- 親父とその子（1929年）
- マダムと女房（1931年）
- 天国に結ぶ恋（1932年）
- 恋の花咲く 伊豆の踊子（1933年）
- 十九の春（1933年）
- 生きとし生けるもの（1934年）
- 人生のお荷物（1935年）
- 朧夜の女（1936年）
- 新道 前篇朱実の巻（1936年）
- 新道 後篇良太の巻（1936年）
- 木石（1940年）
- 新雪（1942年）
- 今ひとたびの（1947年）
- わかれ雲（1951年）
- 朝の波紋（1952年）
- 煙突の見える場所（1953年）

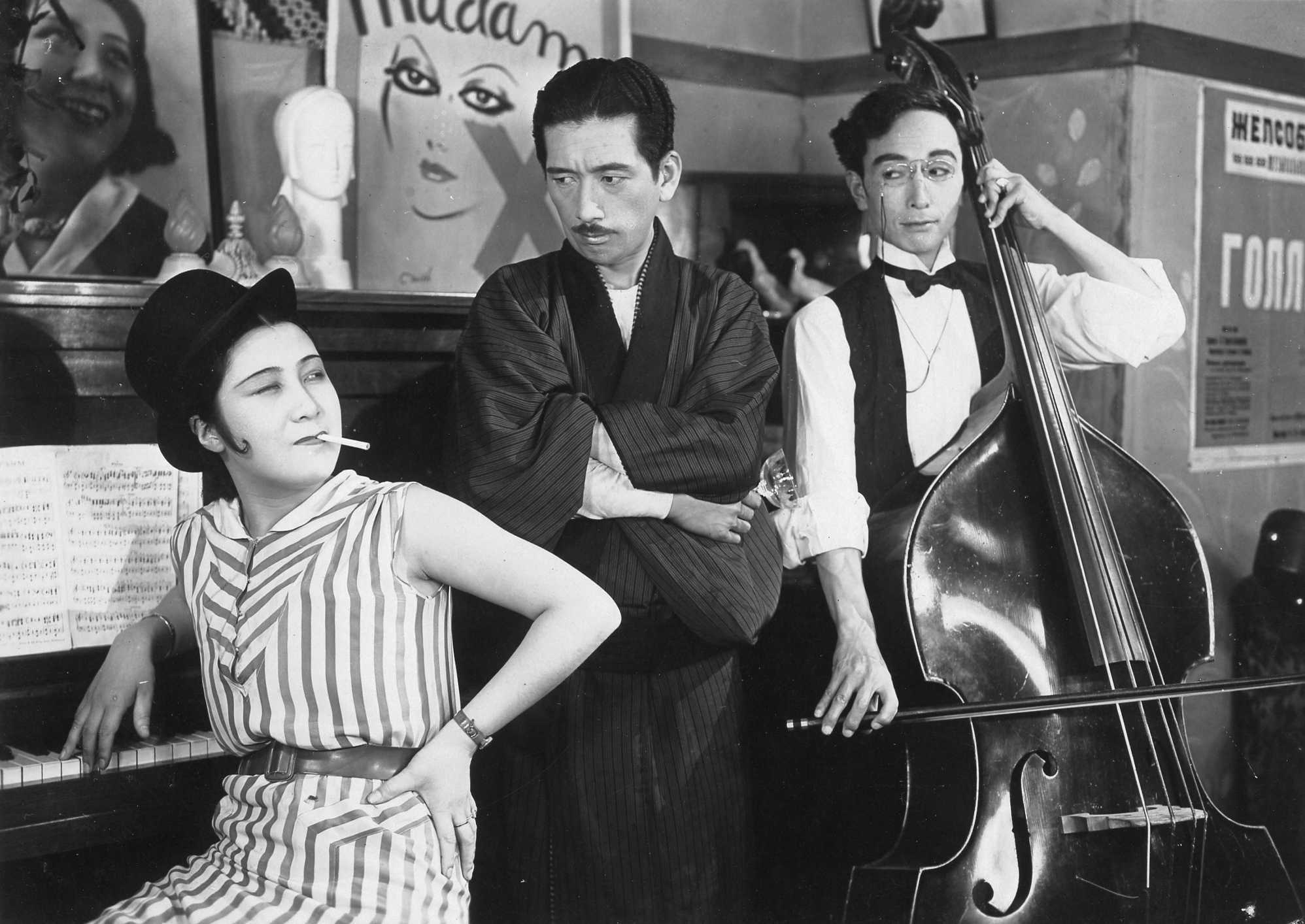
『マダムと女房』（1931年）

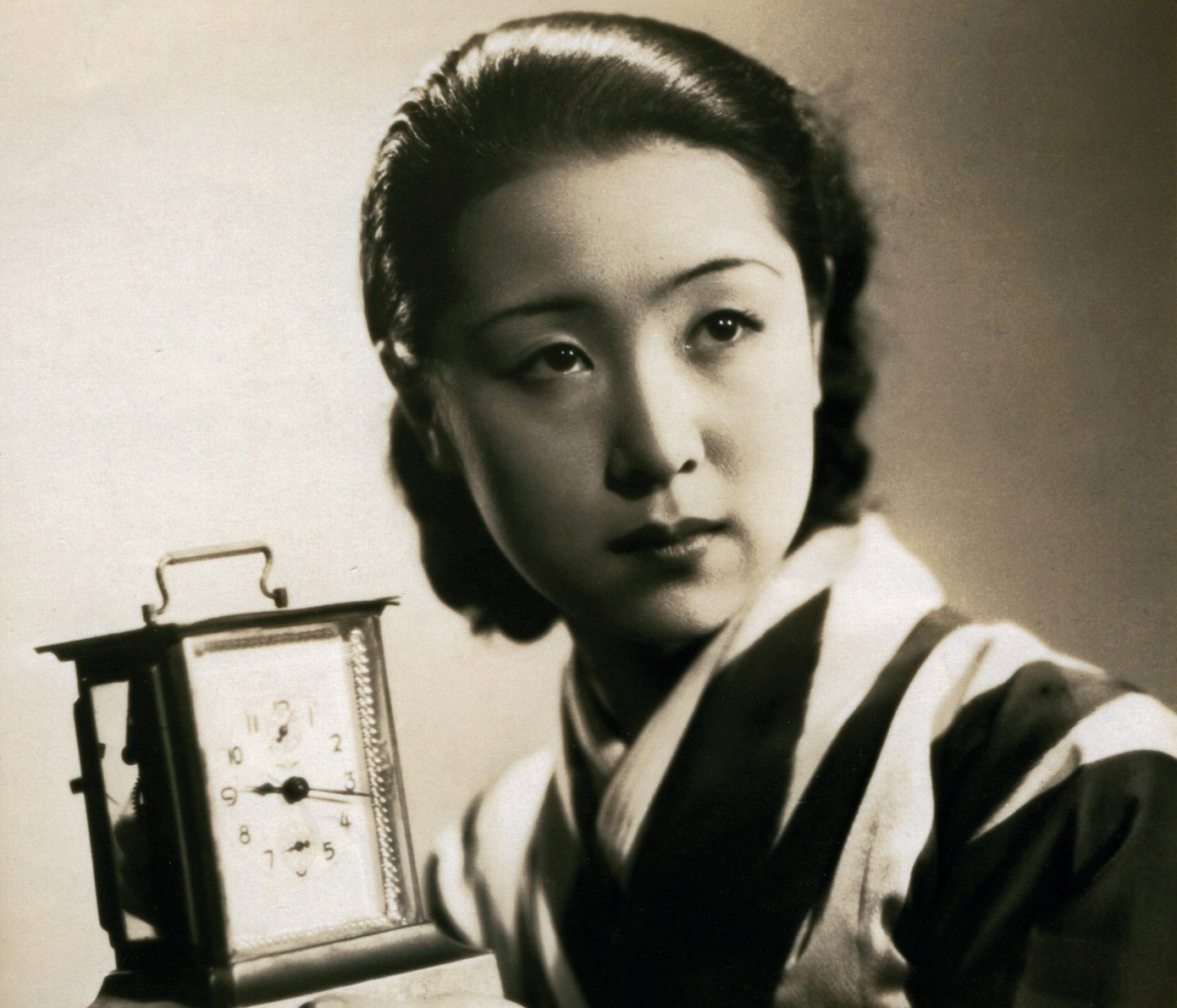
『人生のお荷物』（1935年）

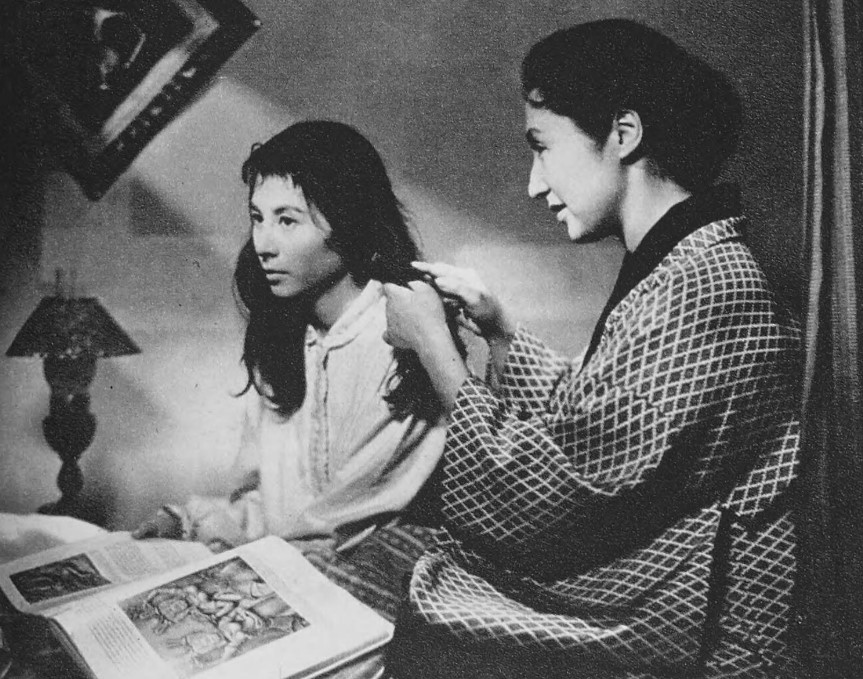
『挽歌』（1957年）

- 大阪の宿（1954年）- 新東宝創立7周年記念作品、原作水上滝太郎、主演佐野周二
- 愛と死の谷間（1954年）
- 鶏はふたたび鳴く（1954年）
- たけくらべ（1955年）
- 黄色いからす（1957年）
- 挽歌（1957年）
- 蟻の街のマリア（1958年）
- わが愛（1960年）
- 白い牙（1960年）
- 猟銃（1961年）
- 愛情の系譜（1961年）
- 雲がちぎれる時（1961年）
- 恐山の女（1965年）
- かあちゃんと11人の子ども（1966年）
- 宴（1967年）
- 女と味噌汁（1968年）
- 明治はるあき（1968年）
- わが街三島ー1977年の証言（1977年）